# Andrea Jürgens
Andrea Jürgens geboren als Andrea Elisabeth Maria Jürgens (Wanne-Eickel, 15 mei 1967 – Recklinghausen, 20 juli 2017) was een Duitse schlagerzangeres.

## Carrière
Andrea Jürgens was de dochter van de inmiddels ook overleden ouders Heinrich en Margret Jürgens. Ze werd geboren in Wanne-Eickel, tegenwoordig Herne. Ze had nog een oudere broer Ralf, die inmiddels ook is overleden op de leeftijd van 58 jaar. In 1988 huwde ze haar partner Ralf Stiller, met wie ze sinds 1981 een relatie onderhield. Het kinderloze huwelijk werd ontbonden in 1994. Haar vader trad tot zijn dood op als haar manager, daarna werd ze ondersteund door haar toenmalige partner Erhard Große. Vanaf 2016 was deze weer haar manager. In 2017 kreeg ze nierfalen waaraan ze in juli op 50-jarige leeftijd  overleed.

## Haar carrière als kinderster
Andrea werd op tienjarige leeftijd ontdekt door muziekproducent Jack White. Ze had haar eerste tv-optreden in de ARD-Nieuwjaarsgala Am Laufenden Band met Rudi Carrell met het nummer Und dabei liebe ich euch beide, gecomponeerd door Jack White en geschreven door John Athan. Ze trad daarna op in meerdere tv-uitzendingen en haar lied werd door meerdere radiozenders gespeeld. In januari 1978 noteerde de single een 4e plaats in de Duitse hitlijst. In maart zong ze in de ZDF-Hitparade, gepresenteerd door Dieter Thomas Heck en bereikte daarin een 1e plaats. Het tweede grote succes kwam met de nummers Ich zeige dir mein Paradies (5e plaats) en Tina is weg (1979, 49e plaats). Ook in 1979 zong ze de opvolgende hit Ein Herz für Kinder, met daaropvolgend Eine Rose für dich. Het jaar 1979 werd door de UNO uitverkozen tot het Jaar van het Kind. In oktober 1979 verscheen het kerstalbum Weihnachten mit Andrea Jürgens, waarvan binnen drie maanden tijd meer dan 1,5 miljoen exemplaren werden verkocht en was tevens het best verkochte kerstalbum aller tijden. Het album werd onderscheiden met vijf Gouden Platen en tweevoudig platina.

## Verdere ontwikkeling
Haar platenverkopen kenden een voorspoedig verloop met hoge verkoopcijfers, waaronder ook het volksliederenalbum Andrea Jürgens singt die schönsten Deutschen Volkslieder, dat op de 18e plaats belandde in de Duitse hitlijst. In 1981 bracht ze de nummers Mama Lorraine en Japanese Boy uit, die ook weer een notering in de hitlijst kregen, net als het nummer Playa Blanca uit 1982. Dit nummer was, net als Manuel Goodbye uit 1983, een coverversie van een door Linda Susan Bauer gezongen Engelse titel. De beide albums Solang ein Mädchen träumen kann (1982) en Weil wir uns lieben konden evenaren aan het succes van eerdere albums. Er volgde een fase zonder albums tot 1990, uitgezonderd het album Best of Albums 1987 en een reeks singles.
In 1996 zong Andrea het nummer Wir greifen nach den Sternen, samen met het Nockalm Quintet. Tot heden heeft ze meer dan 70 singles gepubliceerd. In 2007 vierde ze haar 40e verjaardag en tegelijkertijd haar 30-jarig jubileum op het podium. In januari 2008 verscheen haar jubileumalbum Verbotene Träume. In 2010 publiceerde ze haar nieuwe album Ich hab nur ein Herz bij Palm Records. In 2011 werd reeds het volgende nummer Ich glaubte, ihre Freundin zu sein uitgebracht. Een ander succesvol nummer van het album was Rosen ohne Dornen. Ter gelegenheid van haar 35-jarig jubileum in 2012 op de planken van het podium verscheen de cd Sonderedition Vol 1 met succesvolle oldies van de afgelopen jaren.
De teksten in haar liederen gaan over de klassieke thema’s vriendschap en liefde, maar het nummer Und dabei liebe ich euch beide uit 1977 ging over het thema scheiding. Datzelfde thema werd ook bezongen door Udo Jürgens in zijn lied Geschieden (1974) en door Gunter Gabriel in zijn lied Hey Yvonne (1974).

## Onderscheidingen
- 1979: Vijf gouden en twee platina platen voor het kerstalbum Weihnachten mit Andrea Jürgens
- 1982 en 1983: Goldene Stimmgabel
- 2016: Een smago-Award voor haar muzikale comeback

## Discografie

### Singles (hitnoteringen)
- 1977: Und dabei liebe ich euch beide
- 1978: Ich zeige dir mein Paradies
- 1979: Tina ist weg
- 1979: Ein Herz für Kinder
- 1979: Eine Rose für dich
- 1981: Mama Lorraine
- 1981: Japanese Boy
- 1982: Playa Blanca
- 1989: Amore, amore
- 1990: Wir tanzen Lambada
- 1991: Santa Catarina
- 1993: Eleni hieß das Mädchen

### Meerdere singlepublicaties
- 1979: Aba Heidschi, Bumbeidschi
- 1980: Aber am Sonntag
- 1980: Das Mädchen von den Bergen
- 1980: Ich hab’ heute schon Lampenfieber vor dem ersten Kuß
- 1980: Leise rieselt der Schnee
- 1981: Blonder Junge
- 1982: Puerto Rico
- 1983: Manuel Goodbye
- 1983: Lebenskünstler
- 1983: Wenn Corinna weint
- 1984: Spanien ist schön
- 1984: Chinatown ist in New York
- 1985: Mi amor (met Robby Tauber)
- 1985: Ciao ciao amore
- 1986: Shy Shy Sugarman
- 1986: Wenn ich nun geh
- 1987: Nach so einer Nacht
- 1988: Allein in der Nacht
- 1988: Vaya con dios
- 1990: Ich hab’ dir nie den Himmel versprochen
- 1990: Küsse der Nacht
- 1991: Heut wird es rote Rosen regnen
- 1992: Morgens vor dem Radio
- 1992: Sommer in Avignon
- 1992: Liebe
- 1993: Stark zu zweit
- 1994: Ich krieg nie genug von dir
- 1994: Heut ist ein schöner Tag
- 1995: Wir greifen nach den Sternen (mit Nockalm Quintett)
- 1996: Stell dir vor
- 1996: Was ist eine Stunde wert
- 1996: Du wirst seh’n (You’ll See)
- 1997: Träume von Napoli
- 1997: Hitmix
- 1997: Ich hab dich so geliebt
- 1998: Weit, weit von hier
- 1998: In deinen Armen
- 1999: Ich bin verrückt nach Liebe
- 1999: Lass mich heute nicht alleine
- 2000: Wenn der Himmel es will
- 2000: Du bist die Liebe meines Lebens
- 2001: Mach mit mir was du willst
- 2001: Denk ja nicht
- 2001: Herz an Herz
- 2002: Ich hab mein Herz an dich verlor’n
- 2002: Vaya vamos a la fiesta
- 2002: Wo ist dein Herz, wenn du träumst
- 2003: Karneval
- 2003: Immer wieder Sehnsucht nach dir
- 2003: Manchmal hilft nur deine Liebe
- 2003: Du hast mich belogen
- 2004: Komm lass uns reden
- 2005: Wenn ich an dich und deine Liebe denke
- 2005: Gleich nebenan
- 2005: Wenn ich einsam bin
- 2006: Irgendwann irgendwie
- 2006: Die letzte Nacht im Paradies
- 2007: Tut es wirklich nicht mehr weh
- 2007: Verbotene Träume
- 2008: Dieses Parfüm auf deiner Haut
- 2008: Du hast mir total gefehlt
- 2009: Zurück aus meinem Traum
- 2009: Egal wo ich bin
- 2010: Kleine Lügen
- 2010: Ich hab nur ein Herz
- 2011: Ich glaubte, ihre Freundin zu sein
- 2011: Ich vergess dich nicht
- 2011: Rosen ohne Dornen
- 2012: Es ist zu spät, zu verzeihn
- 2012: Wirst du bei ihr bleiben
- 2013: Verlieb dich nochmal (Remix 2013)
- 2013: Einen Kuss lang (Remix 2013)
- 2015: Millionen von Sternen
- 2015: Das reicht für mehr als eine Nacht
- 2016: Déjà vu
- 2016: Unsere Zeit
- 2016: Vergiss mich nie

### Studioalbums
- 1978: Ich zeige dir mein Paradies
- 1979: Eine Rose schenk ich dir
- 1980: Irgendwann wird jedes Mädchen mal 17
- 1981: Mama Lorraine
- 1981: Singt die schönsten deutschen Volkslieder
- 1982: Solang’ ein Mädchen träumen kann
- 1984: Weil wir uns lieben
- 1990: Küsse der Nacht
- 1991: Liebe
- 1993: Ich krieg nie genug von Dir
- 1996: Wenn ich glücklich bin
- 2000: Komm in meine Träume
- 2002: Dankeschön – Zum 25. Bühnenjubiläum
- 2005: Lust auf’s Leben
- 2008: Verbotene Träume
- 2010: Ich hab’ nur ein Herz
- 2016: Millionen von Sternen

### Kerstalbums
- 1979: Weihnachten mit Andrea Jürgens
- 1986: Meine schönsten Weihnachtslieder
- 2000: Andrea Jürgens singt die schönsten deutschen Weihnachtslieder

### Videoalbums
- 2014: Das Beste
- 2016: Millionen von Sternen

### Compilaties
- 1980: 12 Lieder für dich
- 1982: Stars in Gold
- 1987: 10 Jahre Andrea Jürgens · Die großen Erfolge
- 1989: Golden Stars
- 1991: Das große deutsche Schlager-Archiv (met Bibi Johns)
- 1991: Amore, amore – Ihre schönsten Lovesongs
- 1991: Star Collection
- 1994: Wir tanzen Lambada
- 1996: StarGala – Die großen Erfolge
- 1997: Momente – Die größten Erfolge aus 20 Jahren
- 2000: Nur das Beste: Die großen Erfolge 1983–2000
- 2005: Best of (White Records)
- 2008: Das Allerbeste
- 2008: Du hast mir total gefehlt – 16 große Singlehits
- 2009: Star Edition
- 2012: Sonderedition Vol.1
- 2013: Wunschkonzert
- 2015: Best of (Telamo)
- 2015: Das Beste & noch mehr …
- 2016: Von gestern bis heute

### Muziekvideo's
- 2015: Millionen von Sternen
- 2015: Das reicht für mehr als eine Nacht
- 2016: Déjà vu
- 2016: Unsere Zeit
- 2016: Vergiss mich nie

- Gemeinsame Normdatei: 134420594
- International Standard Name Identifier: 0000 0000 7260 9270
- MusicBrainz: aa54c123-b974-4ab3-9593-6117332f52a2
- Virtual International Authority File: 101078138